# Лестер Меддокс
Лестер Гарділд Меддокс (англ. Lester Garfield Maddox; 30 вересня 1915 — 25 червня 2003) — американський політик.
Меддокс народився в Атланті, штат Джорджія. Освіту здобув на заочних курсах. За фахом він був ресторатором та у рідному місті тримав ресторан «Пікрик». У той час він прославився тим, що відганяв від нього афроамериканців рукояткою сокири.
Потім він став політиком і активістом Демократичної партії, її правого, консервативного крила, яке прагнуло зберегти расову сегрегацію і гноблення чорношкірих. Спочатку він обіймав посаду мера Атланти протягом двох термінів.
У 1966 році він балотувався на пост губернатора Джорджії, перемігши сенатора штату Джиммі Картера на партійних праймеріз. Меддокс переміг на виборах і обіймав посаду губернатора з 1967 по 1971 рік. У той час він виступав за сегрегацію, хоча не був екстремістом, як Джордж Уоллес.
На первинних виборах 1971 року Картер був висунутий, але Меддокса потім обрали віце-губернатором.
Колишній губернатор Картер переміг на президентських виборах 1976 року, і Меддокс балотувався проти нього від маргінальної Консервативної партії, але програв.